# Ragnahilda
Ragnahilda fue una princesa germánica de origen y filiación desconocidas, fue reina de los visigodos por su casamiento con Eurico (466 - 493) y fue madre de Alarico II.

## Filiación
Existen muy pocos datos sobre Ragnahilda. Su existencia se conoce a través de una carta de Sidonio Apolinar a un amigo suyo. En ella Ragnahilda es mencionada como hija, hermana y nuera de reyes.
Algunos autores, según mencionan Claude Devic y Joseph Vaissète, antiguamente habían afirmado que en realidad fue la esposa de Teodorico II y no de Eurico, pero esto no es posible porque Teodorico murió sin descendencia. El historiador Herwig Wolfram cree que por fuerza debía ser arriana, porque Eurico lo era, y que probablemente se casaron poco antes o apenas este asumió el trono después de asesinara a su hermano, Teodorico II. De lo contrario, cree que por las acciones de vasos y suevos alrededor del año 466, Podría darse el caso de que Ragnahilda fuera una princesa sueva, a pesar de las tensas relaciones que tuvo Eurico con el rey Remismundo, antiguo aliado de Teodorico. Sin embargo, Wolfram afirma que existe la posibilidad de que se casara antes del fratricidio perpetrado por Eurico, aunque, dada la inquietud que le provocaba, duda que Teodorico tuviera interés en casar a su hermano con una princesa de un clan real extranjero para darle prestigio.
Por otro lado, Ana M. Jiménez afirma que Ragnahilda fue una princesa Burgundia. Se basa en el hecho de que, Teodorico II, antes de iniciar la guerra con los suevos, a mediados de la década del 450, pactó con los caudillos burgundios Gondioc y Chilperico I, con los que probablemente realizó un pacto de fidelidad. Asimismo, para reforzar el pacto, como el primero estaba casado con la hermana de Ricimer, y, por tanto, nieta de Walia. Teodorico quiso reforzar el parentesco con los burgundios, porque le interesaba estar bien avenido con ellos y, así, habría facilitado el matrimonio de Eurico con un familiar de Gondioc. Ragnahilda llegó a Toulousse en una fecha desconozca, pero es mencionada por primera vez ya casada con Eurico cuando es rey. De hecho, el suyo es el primer nombre de una princesa real que aparece en la historia de los visigodos en la Galia. Apoya esta teoría, también, que Eurico, poco después de asesinar a su hermano, el 468 no enviara legados para restablecer relaciones diplomáticas con los burgundios pues si Ragnahilda era una princesa Burgúndia se daría por supuesta la alianza. Por otra parte, esto daría tranquilidad al monarca, porque tenía la paz asegurada para sus sucesor ante los burgundios, los cuales tenían que avuncular sus hijos, es decir, que el tío tenía una gran sacendencia sobre sus sobrinos. Además, el prestigio de los consiguientes reyes visigodos aumentó, porque el clan real estaba formado por personas relacionadas con la realeza.
Devic y Vassette afirmaban que los aldeanos de Toulosse lo llamaban Reina Pedauca, aunque según ellos, es posible que fuera confundida con esta reina mítica ambientada en la época del reino visigodo, que, de otra parte, habría hecho construir en la capital del reino la antigua iglesia de la Dorada, donde habría sido supuestamente enterrada. Existía la creencia que habría sido, en realidad, católica e hija de un rey burgundio. De hecho, para Ana M. Jiménez, esta leyenda y la permanencia de su nombre mencionada en la cultura popular aquitana como la Reina Pedauca, que significa «la del pie de ganso», demuestra que tuvo un gran prestigio e influencia en el junto a su marido, y con un gran poder de decisión sobre el territorio aquitano.

## Biografía
Aparte de las teorías, el único episodio conocido de la vida de Ragnahilda es el regalo que un noble de la Galia llamado Evodia hizo a la reina. El presente era un cuenco o cáliz de plata, aparentemente pesada, con unos versos de Sidonio Apolinar, amigo del aristócrata, grabados a su alrededor, que terminó formando parte del tesoro real de Toulouse. Evodia fue convocado por orden del rey visigodo e intentó conseguir influencia en la corte presentando este regalo a la reina Sidonio menciona en sus versos el deseo de que el hijo de la reina un día reine con su padre y se convierta en su sucesor. Cuando el poeta terminó el trabajo para Evodia, circa el 466, Alarico, el hijo de Ragnahilda y Eurico, ya había nacido y, además, entonces su esposo iniciaba el reinado. Debido a la sensibilidad y el conocimiento de Sidonio y su poesía, Wolfram intuye que la reina tenía una educación latina, así mismo, para que tanto ella como su marido tenían en gran estima al poeta galo-romano y les gustaba su poesía.